# Labidesthes sicculus
Labidesthes sicculus – gatunek ryby z rodziny Atherinopsidae, jedyny przedstawiciel rodzaju Labidesthes.